# Prima svenskt fabrikat

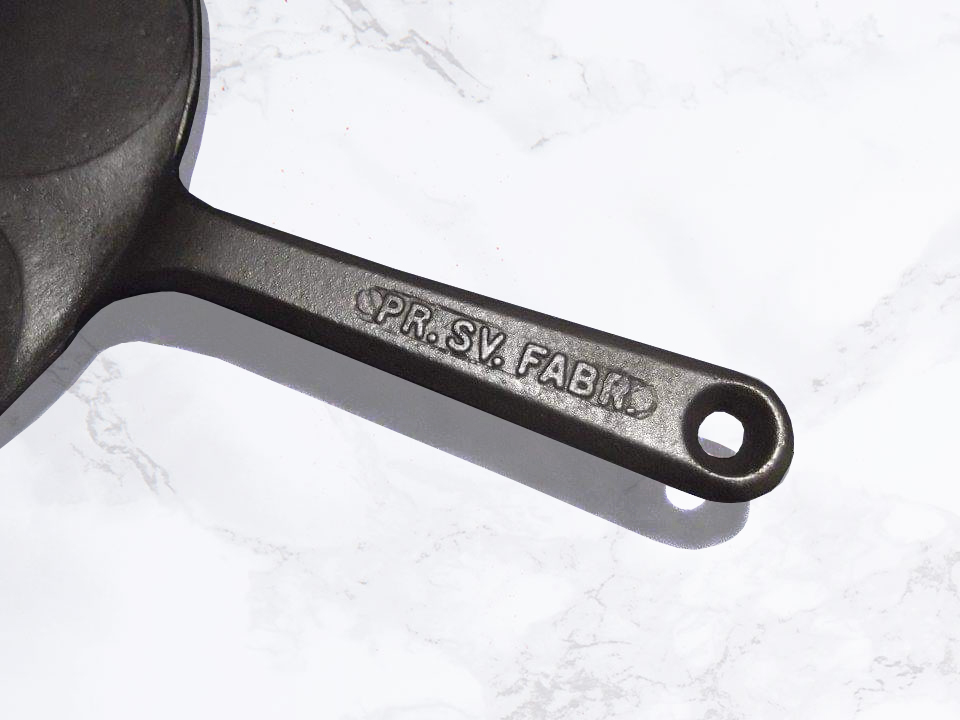
Gjutjärnspanna märkt PR.SV.FABR.

Prima svenskt fabrikat, extra prima svenskt fabrikat eller förkortat pr sv fabr är en märkning som användes på produkter som en kvalitetsstämpel i Sverige under 1800-talet och 1900-talet. Märkningen används inte av tillverkare idag.

## Historia
Märkningen förekommer ofta utan angivande om produktens exakta ursprung. De välkända tillverkarna ville upprätthålla företagets renommé och undvika att försäljningspriserna sjönk. Det var därför endast ett begränsat antal handlare, vanligen i städerna, som tilläts sälja de kända varumärkena. Fabrikerna framställde av denna anledning även anonyma varor, som endast hade denna typ av märkningar och saknade uppgift om tillverkare och som vilken lanthandlare som helst fick sälja.[källa behövs] I kataloger angavs ofta märkningen i fetstil text eller inramat.

## Produkter
Märkningen skedde exempelvis på plättlagg, pannkakslagg, skruvtvingar, skruvstäd, häftstift, cyklar, mopeder, symaskiner och verktyg.